# Alliance verte et sociale bernoise
L'Alternative verte et sociale (en allemand : Grünes Bündnis, GB, en italien : Alleanza Verde e Sociale, AVeS, et en romanche : Allianza verda, AV) est un parti politique bernois, membre des Verts suisses. Elle est associée aux Verts Liste libre (VLL) sous forme de fédération prenant le nom de Les Verts du canton de Berne depuis 2006.

## Histoire
En 1987, le Parti Socialiste Ouvrier (PSO, trotskiste) de Berne, des membres des Organisations progressistes de Suisse et des féministes se regroupent sous la bannière de l'Alliance verte et sociale. En 1988, elle obtient des sièges au Parlement de la Ville de Berne et peut désormais créer un groupe politique. En 1990, elle entre au Grand Conseil bernois avec trois mandats, mais elle échoue de se faire représenter au Parlement suisse l'année suivante. C'est en 1995, que Franziska Teuscher réussit à gagner un siège au Conseil national. En 2003, Therese Frösch obtient un deuxième siège pour le parti, sur une liste comportant des membres des trois partis écologistes bernois, à savoir la Les Verts Liste libre, l'Alliance verte et sociale, et le Parti vert bernois, tous trois membres autonomes du parti national. En 2006, Les Verts Liste libre qui existent depuis 1983 et qui fut composée d'anciens membres du PRD (droite) ayant glissé vers le centre au fil des ans, et l'Alliance verte et sociale décident de se fédérer au niveau cantonal.
Dès lors, les deux partis ne sont plus représentés séparément au niveau des Verts Suisse, mais, ils continuent d'avoir leur propre structure et leurs propres élus en ville de Berne. Ainsi, le site internet de l'Alliance verte et sociale ne traite que de ses élus, communique ses propres mots d'ordre pour les votations fédérales et cantonales coexistant ainsi parallèlement aux Verts Liste libre.

## Représentation électorale
- Ville de Berne: 10 membres[7]
- Canton de Berne: 2 membres[8]
- Conseil national: 2 membres[9]